# ソロモン諸島関係記事の一覧
ソロモン諸島関係記事の一覧（ソロモンしょとうかんけいきじのいちらん）は、ソロモン諸島に関する記事を一覧としてまとめたものである。

## あ行
- アイアンボトム・サウンド - ソロモン諸島の島の一つ・サボ島が接する海域
- アウキ - 町
- アウキ空港
- アフタラ空港
- イギリス連邦 - ソロモン諸島が所属
  - 英連邦王国 - ソロモン諸島が所属
- イサベル州
- イル川渡河戦 - 太平洋戦争中の戦闘
- ウラワ空港
- ウラワ島
- ウルハーバー空港
- オリンピックのソロモン諸島選手団
  - 2012年ロンドンオリンピックのソロモン諸島選手団
- オントンジャワ環礁

## か行
- カガウ空港
- 改革と進歩のための国民連合（英語版） - 政党
- 橿丸 - 太平洋戦争中にムンダ近くで沈没した日本の船
- ガダルカナル州
- ガダルカナル島
  - ガダルカナル島の戦い - 太平洋戦争中の戦闘
- 神よ、我がソロモン諸島を守り給え - 国歌
- ギゾ - 西部州の州都
- ギゾ島
- キラキラ (ソロモン諸島) - マキラ・ウラワ州の州都
- キラキラ空港
- クラ湾
- ケネディ島
- コロンバンガラ島

## さ行
- サウザンド・シップス湾
- サボ島
- サンタアナ空港 (ソロモン諸島)
- サンタイサベル島
- サンタクルーズ・グラシオサベイ・ルオバ空港
- サンタクルーズ諸島
- サン・ホルヘ島
- ショートランド諸島
  - ショートランド島
- スアバナオ空港
- 西部州 (ソロモン諸島)
- セゲ空港
- ソロモン海 - ソロモン諸島が接する太平洋の海域
- ソロモン航空 - 航空会社
- ソロモン諸島
- ソロモン諸島・Sリーグ - サッカーリーグ
- ソロモン諸島沖地震 (2007年)（英語版）
- ソロモン諸島沖地震 (2013年)
- ソロモン諸島国王 - イギリス国王が兼任
- ソロモン諸島ドル - 通貨
- ソロモン諸島の行政区画
- ソロモン諸島の空港の一覧
- ソロモン諸島の国章
- ソロモン諸島の国旗
- ソロモン諸島の世界遺産
- ソロモン諸島の戦い - 太平洋戦争中の戦闘
- ソロモン諸島の首相
- ソロモン諸島の野鳥一覧

## た行
- 太平洋諸島フォーラム - ソロモン諸島も援助供与国となっている地域経済協力機構
- タロ島
- 中央州 (ソロモン諸島)
- チョイスル州
- チョイスル島
- チョイスルベイ空港
- チョイスル湾（英語版）
- ツラギ島
- ティコピア島
- ティコピア族 - ティコピア島に住む民族
- テテパレ島
- テモツ州
- トレジャリー諸島

## な行
- ナサチュープ空港
- 日本とソロモン諸島の関係
- 日系ソロモン諸島人
- ニュージョージア海峡
- ニュージョージア諸島
  - ニュージョージア島
- ネンドー島

## は行
- バララエ空港
- バラレ島
- バングヌ - ソロモン諸島にある島および山
- 東レンネル - 世界遺産
- ピジン語 - ソロモン諸島で使用されている言語
- ブアラ - イサベル州の州都
- フェラ空港
- フェラ島
- ブーゲンビル島 - パプアニューギニアの島。広義のソロモン諸島に含まれる
  - ブーゲンビル島沖航空戦 - 太平洋戦争中の戦闘
- フロリダ諸島
- ベラ湾
- ベララベラ島
- ベローナ・アヌア空港
- ホニアラ - 首都、ガダルカナル州の州都
- ホニアラ国際空港
- ポポマナセウ山 - ガダルカナル島にある山

## ま行
- マキラ島
- マライタ島
- マラウ空港
- マラマシケ島
- ムバンバナキラ空港
- ムンダ (ソロモン諸島) - 西部州の自治体
- ムンダ空港
- メラネシア
- メラネシア人
- モノ空港

## ら行
- ラタ (サンタクルーズ諸島) - テモツ州の州都
- ラッセル諸島
- ラマタ空港
- ルンガ岬
- レッドハウス（英語版） - 首相官邸
- レンドバ島
- レンネル・ティンゴア空港
- レンネル島

## わ行
- ワルタハンガ - ソロモン諸島の神話に登場する、蛇の姿の女神

## 記号・英数字
記号
- .sb - ソロモン諸島の国別コードトップレベルドメイン

数字
A-Z
- ICAO空港コードの一覧/A#AG - ソロモン諸島
- ISO 3166-2:SB - ソロモン諸島の行政区分コード

## ソロモン諸島の人物の一覧
- フランク・カブイ - 法律家、ソロモン諸島総督（2009年 - ）
- アラン・ケマケザ - 政治家、元首相
- デリック・シクア - 政治家、元首相
- マナセ・ダムカナ・ソガバレ - 政治家、ソロモン諸島首相（2014年12月 - ）
- ダニー・フィリップ - 政治家、元首相
- ゴードン・ダルシー・リロ（英語版） - 政治家、元首相（2011年11月 - 2014年12月）
- ナサニエル・ワイナ - 政治家、ソロモン諸島総督（2004年 - 2009年）